# Andrzej Siezieniewski
Andrzej Krzysztof Siezieniewski (ur. 1 stycznia 1951 w Giżycku, zm. 21 kwietnia 2022 w Milanówku) – polski dziennikarz radiowy, w latach 2002–2006 i 2011–2016 prezes zarządu Polskiego Radia.

## Życiorys
Syn Jana i Jadwigi. Ukończył w 1972 studia ekonomiczne w Szkole Głównej Planowania i Statystyki w Warszawie. Od 1972 związany z Polskim Radiem. Był stażystą i redaktorem w naczelnej redakcji informacji, następnie w latach 1976–1982 korespondentem w ZSRR. Później pełnił funkcję zastępcy kierownika działu. W 1984 przeszedł na stanowisko zastępcy redaktora naczelnego w dyrekcji programów informacyjnych TVP. Po powrocie do Polskiego Radia w 1988 stanął na czele działu dzienników, a w latach 1989–1994 pracował jako korespondent w Moskwie. W 1996 został dyrektorem Informacyjnej Agencji Radiowej, a dwa lata później wszedł w skład zarządu Polskiego Radia. W 2002 objął funkcję prezesa zarządu tej instytucji, pełnił ją do 2006. Był później wiceprezesem zarządu spółki zarządzającej Pałacem Kultury i Nauki. Po raz drugi prezesem zarządu Polskiego Radia został w 2011. W 2015 wybrany na kolejną kadencję, która zakończyła się w 2016 w związku z uchwaleniem przez Sejm VIII kadencji ustawy wygaszającej mandaty członków organów mediów publicznych. Nowym prezesem Polskiego Radia została Barbara Stanisławczyk. Był członkiem zarządu spółki zarządzającej Pałacem Kultury i Nauki.
Pochowany na cmentarzu w Milanówku.

## Odznaczenia
Odznaczony przez prezydenta Bronisława Komorowskiego Krzyżem Komandorskim (2013), a przez prezydenta Aleksandra Kwaśniewskiego Krzyżem Kawalerskim (1999) i Krzyżem Oficerskim (2005) Orderu Odrodzenia Polski. W 2005 został uhonorowany Srebrnym Medalem „Zasłużony Kulturze Gloria Artis”. W 2012 otrzymał odznakę honorową „Za Zasługi dla Związku Kombatantów RP i Byłych Więźniów Politycznych”.